# Multitool

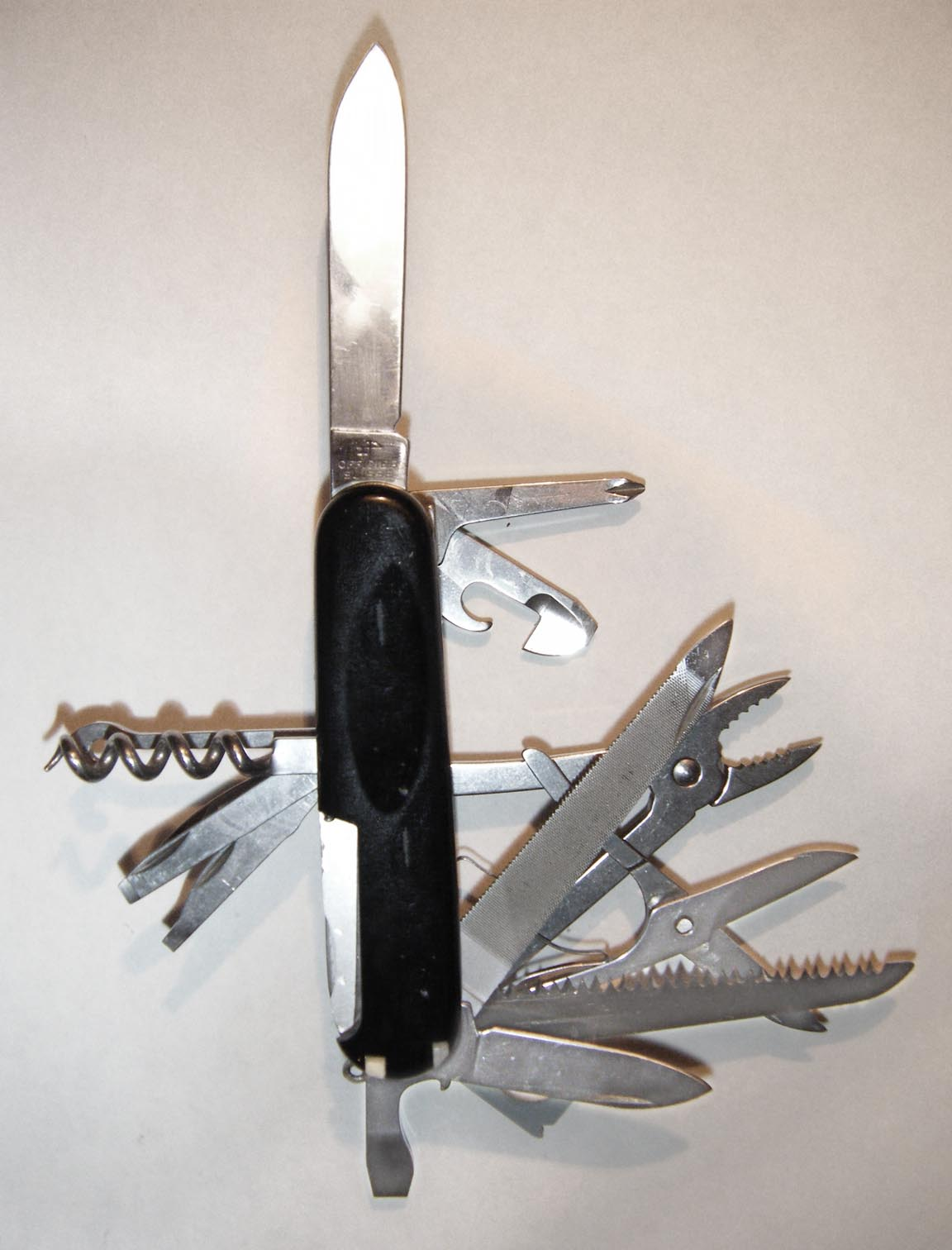
Multitool met diverse onderdelen uitgeklapt. Zichtbaar zijn onder meer een mes, diverse schroevendraaiers, kurkentrekker, tang, schaar, zaag en een blik- en flesopener.

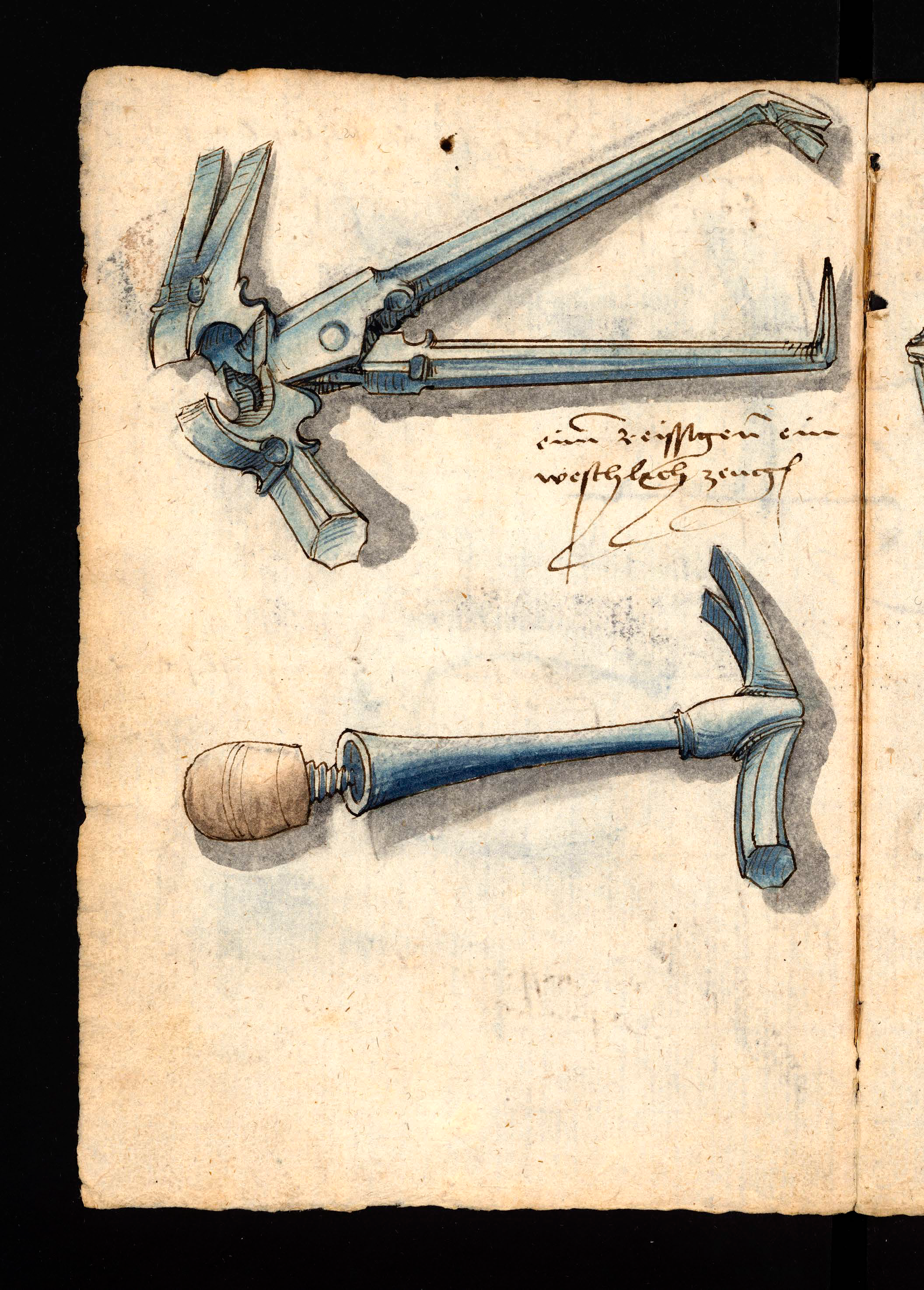
Twee multitools uit Codex Löffelholz, Neurenberg 1505

Een multitool is een bepaald uitklapbaar handgereedschap dat meerdere functies herbergt. Multitools kunnen voorzien zijn van onderdelen die handig zijn bij specifieke vrijetijdsbestedingen en activiteiten zoals kamperen, vissen of fietsen.

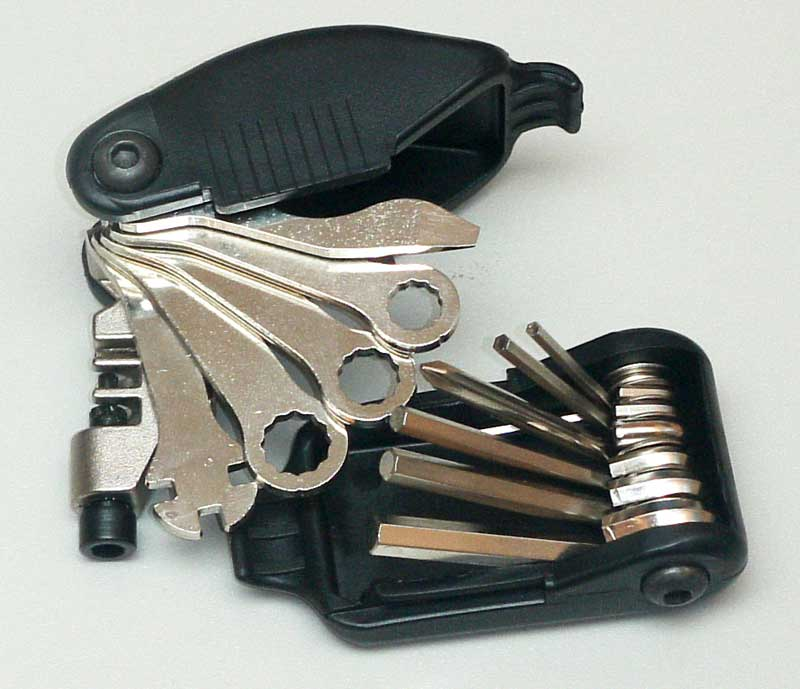
Multitool voor een fiets met onder meer een kettingpons, diverse inbus- en ringsleutels, en spakenspanners.